# Alessandro Cortinovis
Alessandro Cortinovis (født 11. oktober 1977) er en tidligere italiensk professionel cykelrytter, som cyklede for det professionelle cykelhold Milram.